# 陳美鳳 (香港)
陳美鳳（英語：May Chan Mee Fung，1965年—），臨床心理學家，粵語流行曲幕後和唱，兒歌創作人及歌手，香港作曲家及作詞家協會（CASH） 的作家會員，偶爾亦為電影或音樂劇擔任歌唱指導，亦曾參與灌錄多套迪士尼電影中粵語版的主角代唱部份，2009年5月21日起於TVB翡翠台兒童節目放學ICU主持逢星期四「跳躍小精英」中的「開心有得揀」環節。

## 音樂工作
1987年連同阮兆祥、王沛良在《大趨勢》一碟中首次獻聲。曾為多位歌手的唱片專輯及演唱會和唱；包括張學友、劉德華、陳奕迅、容祖兒、許冠傑、王菲等；亦曾灌唱電影歌曲和電視廣告歌。
2008年創作以四川512大地震為題的歌曲《爸媽，再見了！》，得到2008年度兒歌金曲頒獎典禮最佳兒歌作詞大獎。

### 作曲
- 陳美鳳：《爸媽，再見了！》、《開心有得揀》、《螢光橙笑容》、《三件好東西》、《拼出更強世紀》、《龍仔樂園》
- 劉德華：《愛無知》
- 陳曉東：《猜猜猜》
- 陳奕迅：《昨日》
- 陳潔儀：《最好》
- 歐倩怡：《小丸子妙想天開》
- 李蕙敏：《灰蝴蝶》、《有了答案》
- 湯寶如：《應不應該》
- 林佳儀：《不傷感情》
- 高慧君：《You & I》
- 彭　羚：《又再等》
- 趙學而：《真心情人》、《想見你》、《高貴的…》
- 張信哲：《直到明天》
- 蘇永康：《因我太好》
- 小　雪：《一輩子》
- 紀炎炎：《夢到你》

### 填詞
- 陳美鳳：《爸媽，再見了！》、《開心有得揀》、《螢光橙笑容》、《三件好東西》、《拼出更強世紀》、《龍仔樂園》

### 專輯
- 1987年：《何處是吾家》（由鄧惠欣旗下匠心集團和藝視集團發行）
- 1990年：《施比受更為有福》（2002年再發行）
- 1994年：《亮晶燈》（2002年再發行）
- 2002年：《以馬內利探險號》
- 2004年：《耶穌大追蹤》
- 2009年：《開心有得揀》
- 2011年：《開心貼士動起來》
- 2013年：《開心島唱遊班》

### 曾參與電影/廣告幕後代唱
- 迪士尼電影：
- 鐘樓駝俠：《流浪人之歌》（原曲《God Help The Outcast》）
- 阿拉丁：《新的世界》（原曲《A Whole New World》）
- 睡公主：《Once Upon a Dream》，《I Wonder》
- 小魚仙2: 海裡重聚
- 大力士: 繆斯女神
- 小魚仙3:快樂從音樂開始
- 問我：證監會廣告(2009)

## 心理學工作
註冊臨床心理學家；2008年3月發起成立Happiness Academy，目標透過多媒體渠道，包括音樂製作、書籍出版、網站發展、工作坊、主題活動等，推廣兒童的心理健康，項目包括以兒童為對象的「May姐姐開心島」網站；亦與另外兩位臨床心理學家一同創作出版了心理學圖書系列「龍仔樂園故事集」，透過故事、加上音樂插曲，向兒童及家長介紹一般兒童常遇見的行為情緒問題及處理方法。

### 學歷
- 英國薩塞克斯大學社會心理學榮譽學士
- 香港中文大學臨床心理學碩士
- 香港大學心理學學士後文憑（優異成績）
- 香港心理學會註冊會員（臨床心理科）

### 臨床經驗
- 香港聖公會輔導服務處 臨床心理學家
- 香港大學心理系研究院客席導師（兒童小組治療）
- 社會福利署（兒童服務）
- 威爾斯親王醫院精神科（成人服務）
- 伊利沙伯醫院青少年醫療中心
- 葵涌醫院兒童精神科
- 衛生署長者健康中心
- 保良局（復康服務）
- 全人發展中心

## 網站
- 陳美鳳個人網站 （页面存档备份，存于）
- May姐姐開心島，陳美鳳開設的兒童網站 （页面存档备份，存于）
- 2009年5月21日開心有得揀首播